# Bruce Mapes
Bruce Mapes (* 16. August 1901; † 18. Februar 1961) war ein US-amerikanischer Eiskunstläufer.
Im Jahr 1913 wurde der Eiskunstlaufsprung Flip unter seinem Nachnamen bekannt, es ist aber nicht sicher, ob Mapes auch sein Erfinder war. In den 1920er Jahren allerdings erfand er den Toeloop, der heute im Rollkunstlauf seinen Nachnamen trägt. Später arbeitete Mapes beim Fernsehsender NBC in New York und lebte zum Zeitpunkt seines Todes in Fair Haven, New Jersey.
| Personendaten    | Personendaten                    |
| ---------------- | -------------------------------- |
| NAME             | Mapes, Bruce                     |
| KURZBESCHREIBUNG | US-amerikanischer Eiskunstläufer |
| GEBURTSDATUM     | 16. August 1901                  |
| STERBEDATUM      | 18. Februar 1961                 |